# Аспруччи, Антонио
Антонио Аспруччи (итал. Antonio Asprucci; 20 мая 1723, Рим — 14 февраля 1808, Рим) — архитектор итальянского неоклассицизма.

## Биография
Антонио родился в Риме в семье архитектора Марио Аспруччи, которого называют Старшим и о котором более ничего не известно. Аспруччи Младший был учеником архитектора Николы Сальви, мастера эпохи позднего барокко и раннего неоклассицизма, автора знаменитого Фонтана Треви в Риме. Антонио Аспруччи стал его помощником, отвечая за работы, начатые учителем в Витербо.
Став независимым, Аспруччи работал по заказам герцога Браччано, затем построил дом для Маркантонио IV Боргезе в Пратика-ди-Маре. С 1782 года по поручению принца Боргезе он занимался обустройством Виллы Пинчиана, более известной под названием Вилла Боргезе, оформлением её интерьеров, разбивкой парка и систематизацией художественных коллекций. Эта работа длилась около двадцати лет.
Антонио Аспруччи был одним из первых представителей архитектурного стиля неоклассицизма в Италии. Наиболее известное сооружение в садах Боргезе — Храм Эскулапа (Tempio di Esculapio, 1785—1790) на островке в «Саду озера» (Giardino del Lago) в подражание древнегреческому простилю. Вначале планировалось построить только «архитектурный проспект» для размещения статуи Эскулапа, обнаруженной возле руин мавзолея Августа, но затем было принято решение построить небольшое здание с четырёхколонным портиком ионического ордера, украшенное снаружи и внутри статуями. Постройка стилизована под древнегреческий храм. На архитраве помещена надпись по-гречески: «Ασκληπιωι Σωτηρι» (Асклепию Спасителю).
Другие сооружения парка: «Храм Антонина и Фаустины» возведён с использованием древнеримских архитектурных фрагментов и считается стилизацией под античный Храм Антонина и Фаустины на Римском форуме. Внутри на пьедестале возвышается статуя Фаустины, а по сторонам от алтаря расположены копии античных надписей. Творением Аспруччи является и маленький «Круглый храм» типа ротонды (статуя Дианы, располагавшаяся внутри, в настоящее время находится в парижском Лувре). Сооружения садов Боргезе отражают намерение архитектора связать постройки с естественной природной средой согласно романтической эстетике «английских садов» стиля «пикчуреск» (общий план садов был составлен шотландским художником-пейзажистом Джейкобом Мором).
На первом этаже Виллы Боргезе архитектор оформил зал, в котором находится скульптурная группа «Аполлон и Дафна» работы прославленного Дж. Л. Бернини, и другие помещения первого этажа. Антонио Аспруччи во многих работах демонстрировал в духе своего времени особую способность сочетать элементы разных художественных стилей, например рококо и зарождающегося стиля ампир. Он также использовал элементы «египтизирующего стиля».
Так, своды залов Виллы Боргезе украшены лепными орнаментами типа «канделябр», гротесками в «археологическом помпейском вкусе», но также и рокайлями с позолотой. Однако принципы классицизма доминируют. «Вкус автора, придавая его работам изящество свойственное всему восемнадцатому веку, особенно в декоре, направлен на уравновешенность и ясность композиции, выходящие за рамки рококо».
Небольшая церковь на Пьяцца-ди-Сиена в Риме с дорическим портиком также приписывается Антонио Аспруччи. Аспруччи был членом престижной Академии Святого Луки, в 1790 году избран её президентом (Principe).
Во многих работах, в частности, связанных с виллой Боргезе, Антонио Аспруччи сотрудничал со своим сыном Марио Аспруччи (Марио Младшим) (1764—1804), ландшафтным архитектором. В последние годы Марио посвятил себя живописи, копируя старых мастеров.

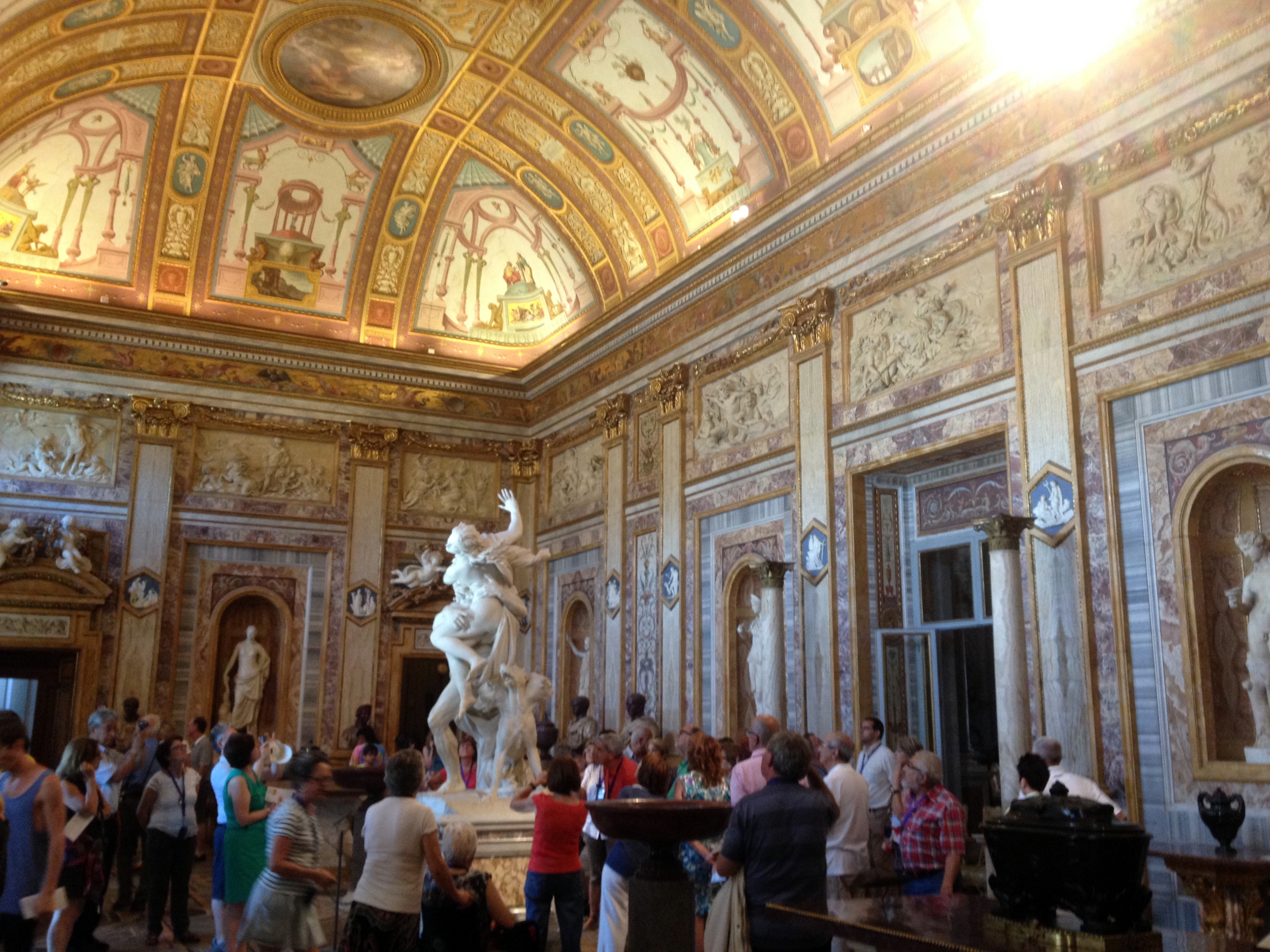
Вилла Боргезе. «Комната императоров» (Зал IV). Скульптурная группа « Похищение Прозерпины». Дж. Л. Бернини
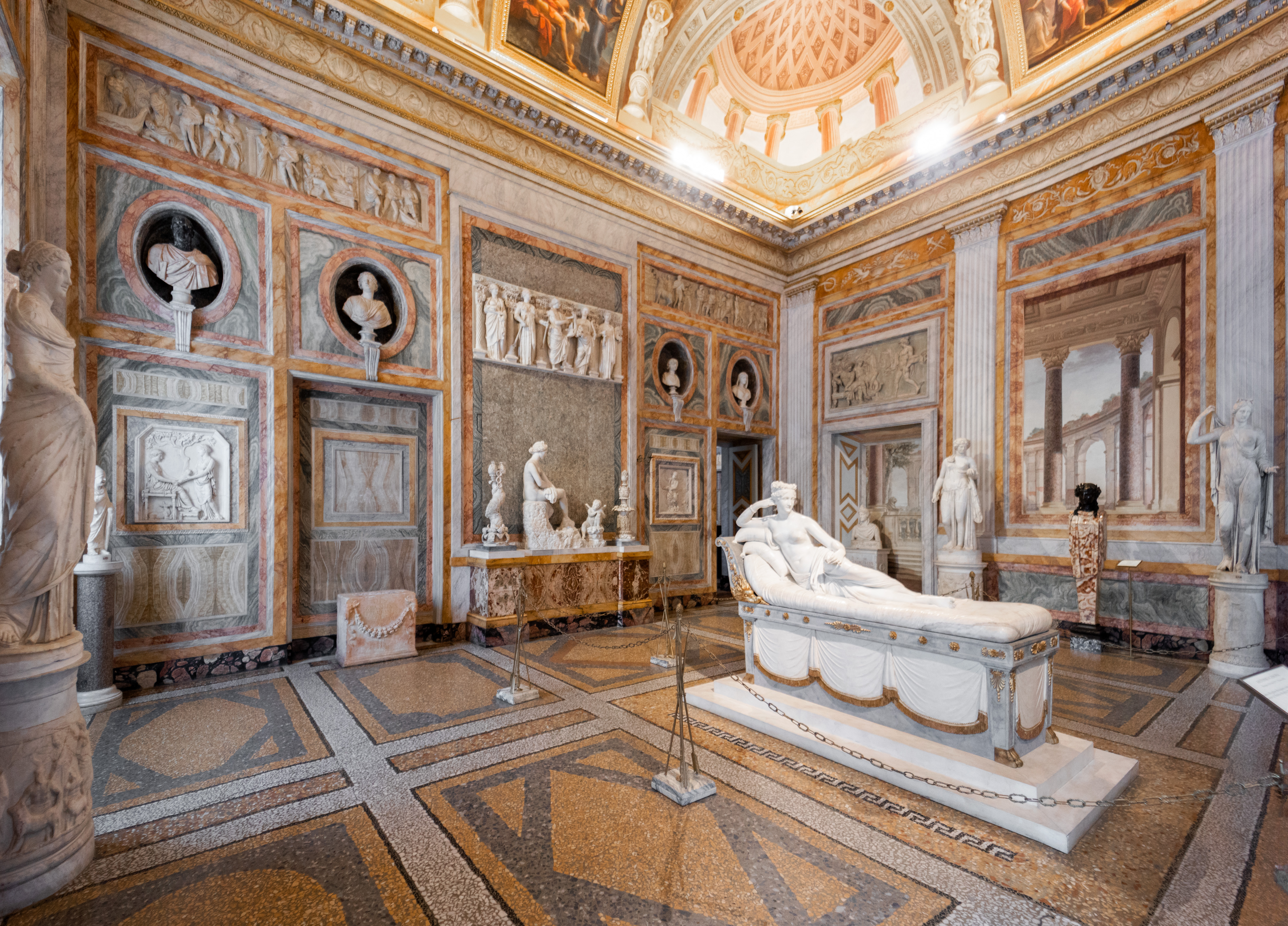
Вилла Боргезе. Комната Паолины (Зал I). Скульптура «Венера (Полина Бонапарт)». А. Канова. 1805—1808
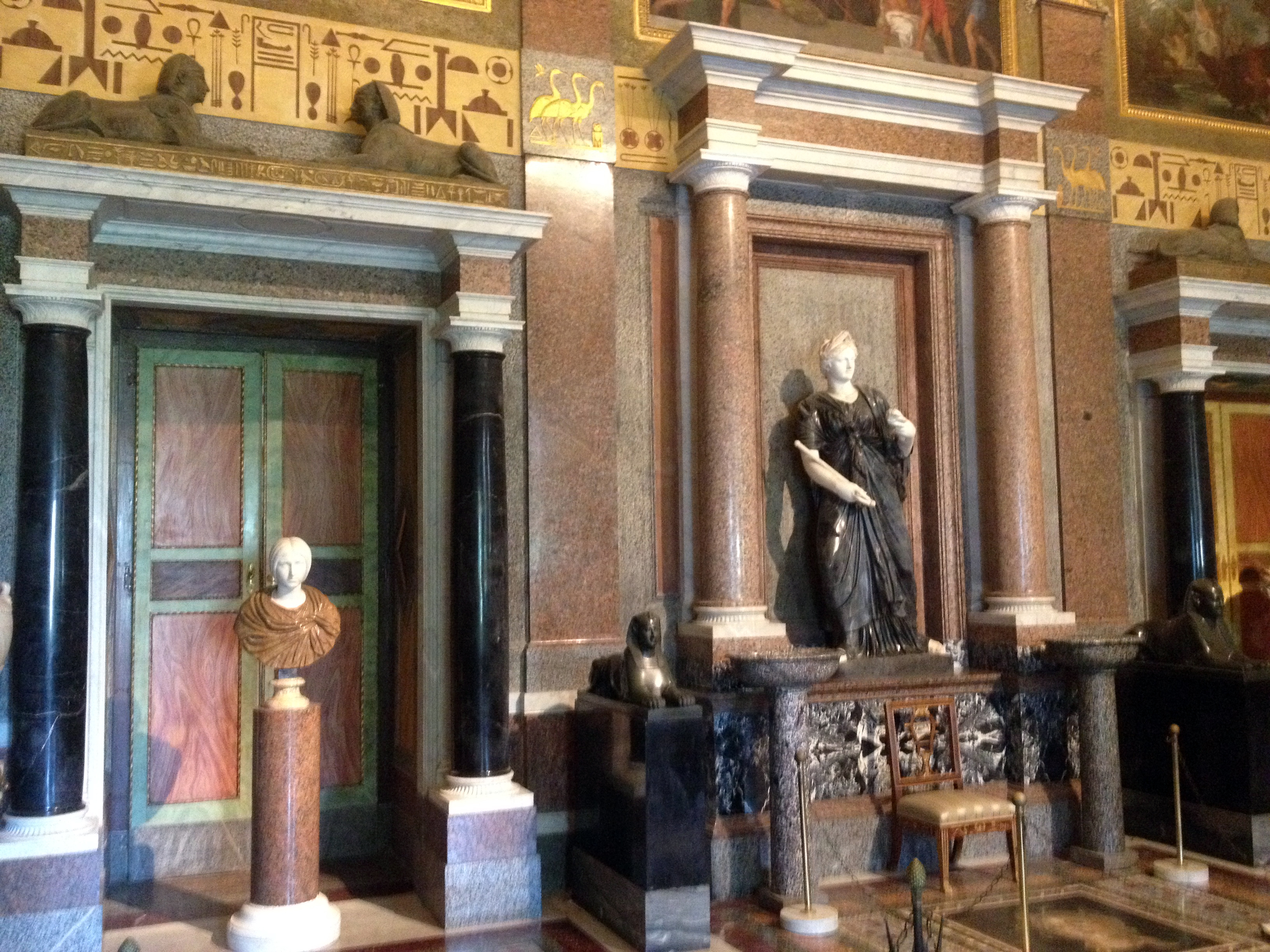
Вилла Боргезе. Египетская комната (Зал VII). 1779—1782
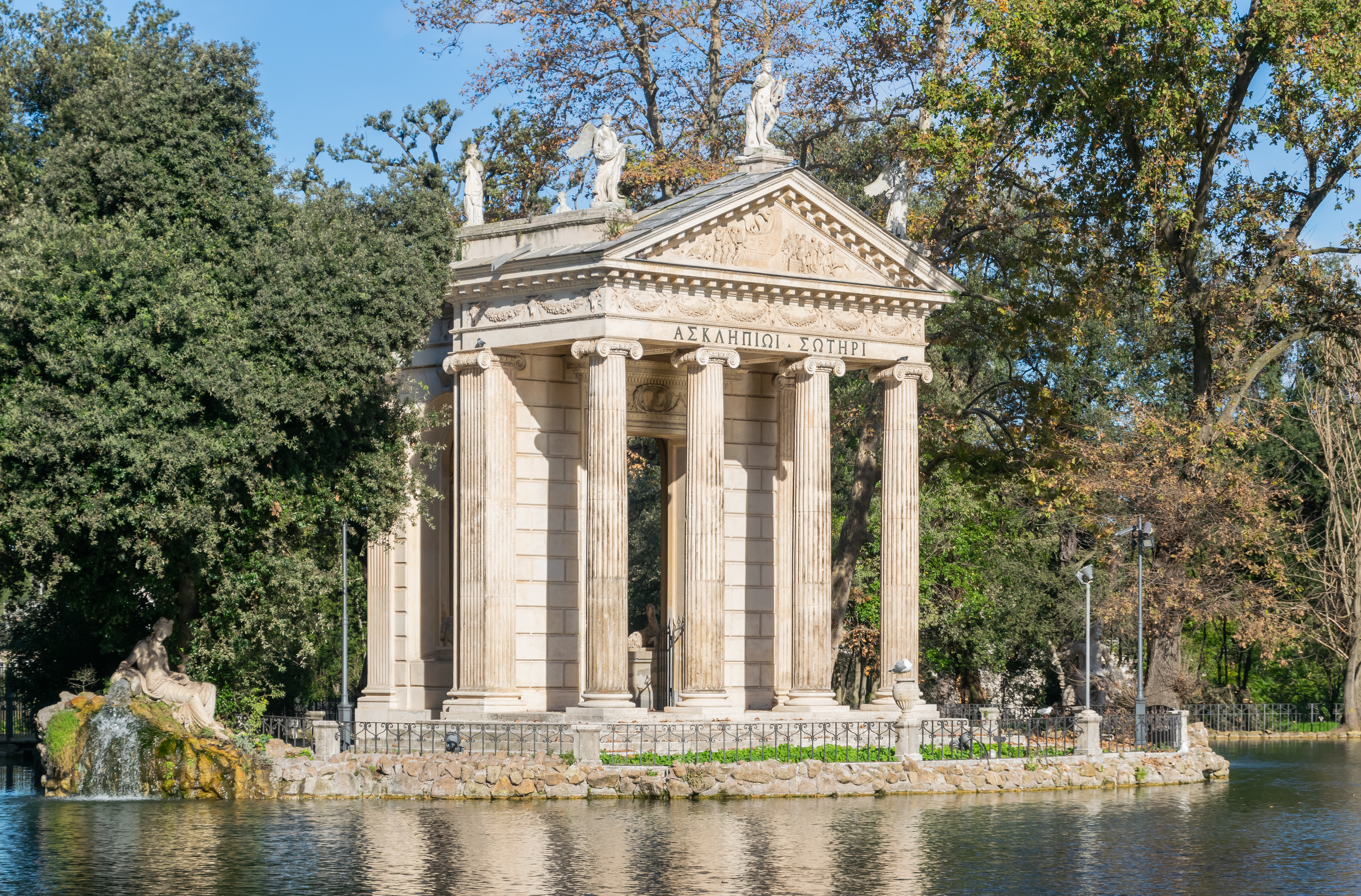
Храм Эскулапа. 1785—1790
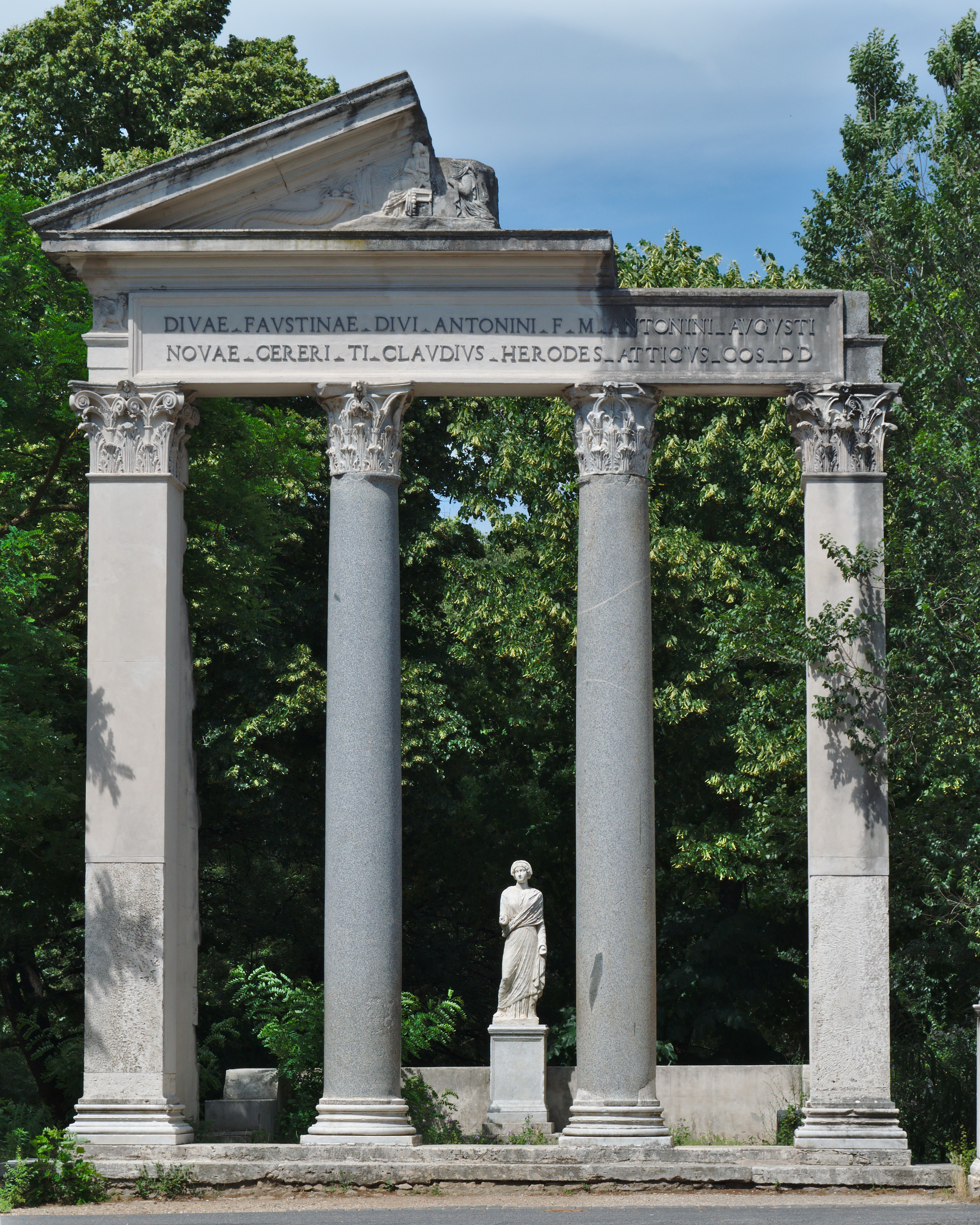
Храм Антонина и Фаустины. 1785—1790
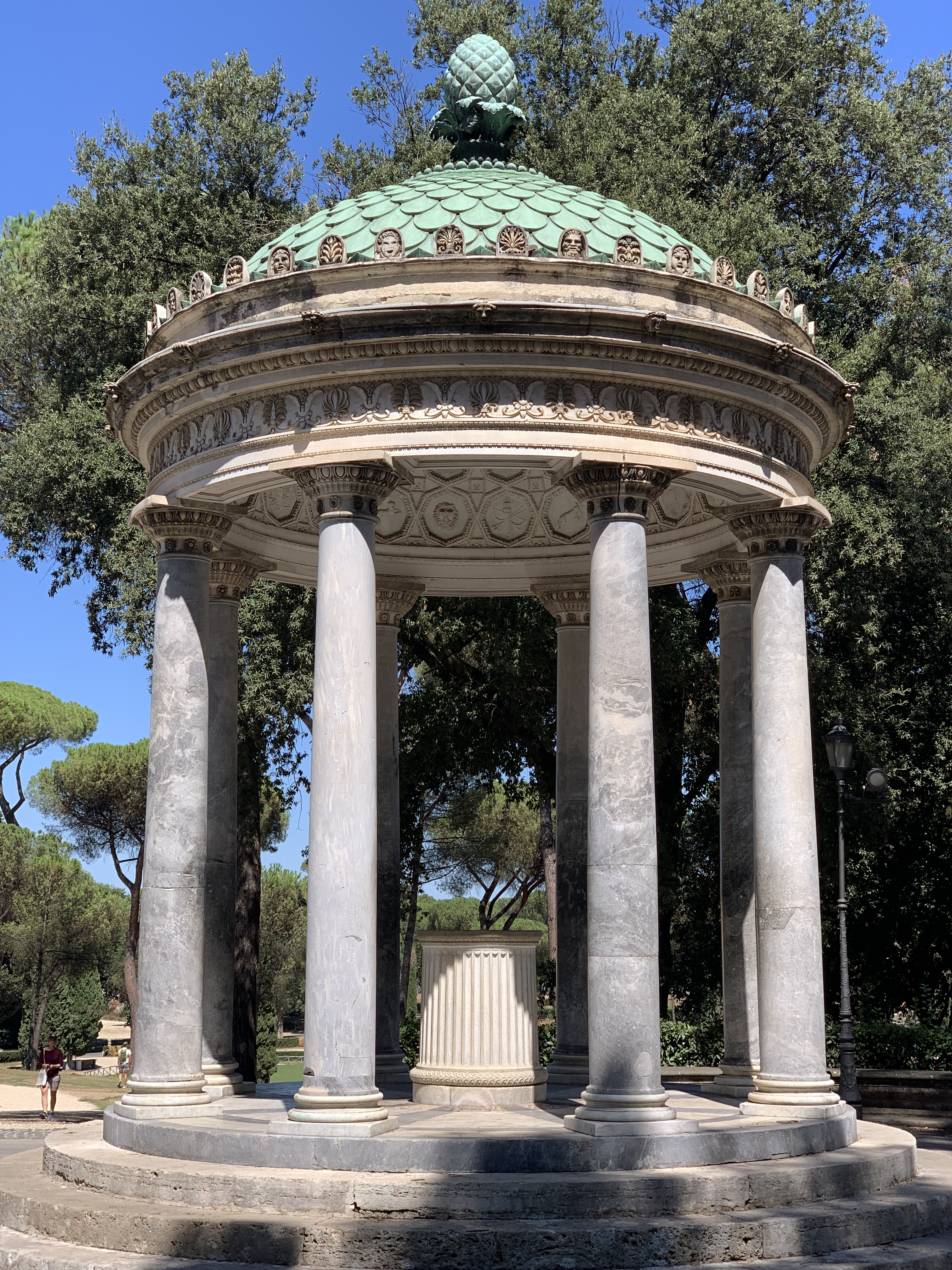
Храм Дианы (Ротонда)